# Svensk Juristtidning
Svensk Juristtidning (SvJT; tidningen) är en juridisk tidskrift som utges löpande på svjt.se och med tryckta häften nio gånger per år (antalet häften per år anges vara tio men häfte nr 5 och 6 utges traditionellt som ett dubbelhäfte i början av sommaren). Tidningen vänder sig främst till jurister. 
Tidningen grundades 1916 av Tore Almén och Karl Schlyter och utges av Föreningen för utgivande av Svensk Juristtidning (föreningen).
Redaktör och ansvarig utgivare är Thomas Pettersson (sedan 2018). Bland tidigare redaktörer märks Hans Danelius, Stefan Strömberg, Charlotte Kugelberg och Per Claréus.
Tidningen finns på internet sedan 2002. 2016 digitaliserades hela tidningens arkiv, som nu finns fritt tillgängligt på tidningens webbplats svjt.se. 
För kundtjänst och prenumerationsärenden svarar Iustus Förlag i Uppsala.
Utöver tidningsutgivningen arrangerar föreningen regelbundet rättsvetenskapliga symposier och liknande.

### Fotnoter
1. ↑  ”Svensk Juristtidning”. Nationalencyklopedin. https://www.ne.se/uppslagsverk/encyklopedi/l%C3%A5ng/svensk-juristtidning. Läst 21 juli 2019.